# Stockaryds församling
Stockaryds församling är en församling inom Njudung-Östra Värends kontrakt i Växjö stift inom Svenska kyrkan och ligger i Sävsjö kommun. Församlingen ingår i Sävsjö pastorat
Församlingskyrka är Stockaryds kyrka, Hjälmseryds kyrka och Hultsjö kyrka.

## Administrativ historik
Församlingen har medeltida ursprung.
Församlingen var till 1962 annexförsamling i pastoratet Hjälmseryd och Stockaryd. Från 1962 var den moderförsamling i pastoratet Stockaryd och Hultsjö som sedan 1992 utökades med Hjälmseryds församling. Från 2006 är församlingen annexförsamling i pastoratet Sävsjö, Vrigstad-Hylletofta, Stockaryd, Hultsjö och Hjälmseryd, där också Skepperstad och Hjärtlanda församlingar ingick innan de 2010 uppgick i Sävsjö.
År 2019 införlivades Hjälmseryds församling och Hultsjö församling samtidigt som församlingskoden ändrades.